# アンドロメダ座ニュー星
アンドロメダ座ν星（アンドロメダざニューせい、ν Andromedae、ν And）は、アンドロメダ座の連星である。視等級は4.5で、肉眼でもみることができる。地球からの距離は、約471光年である。

## 特徴

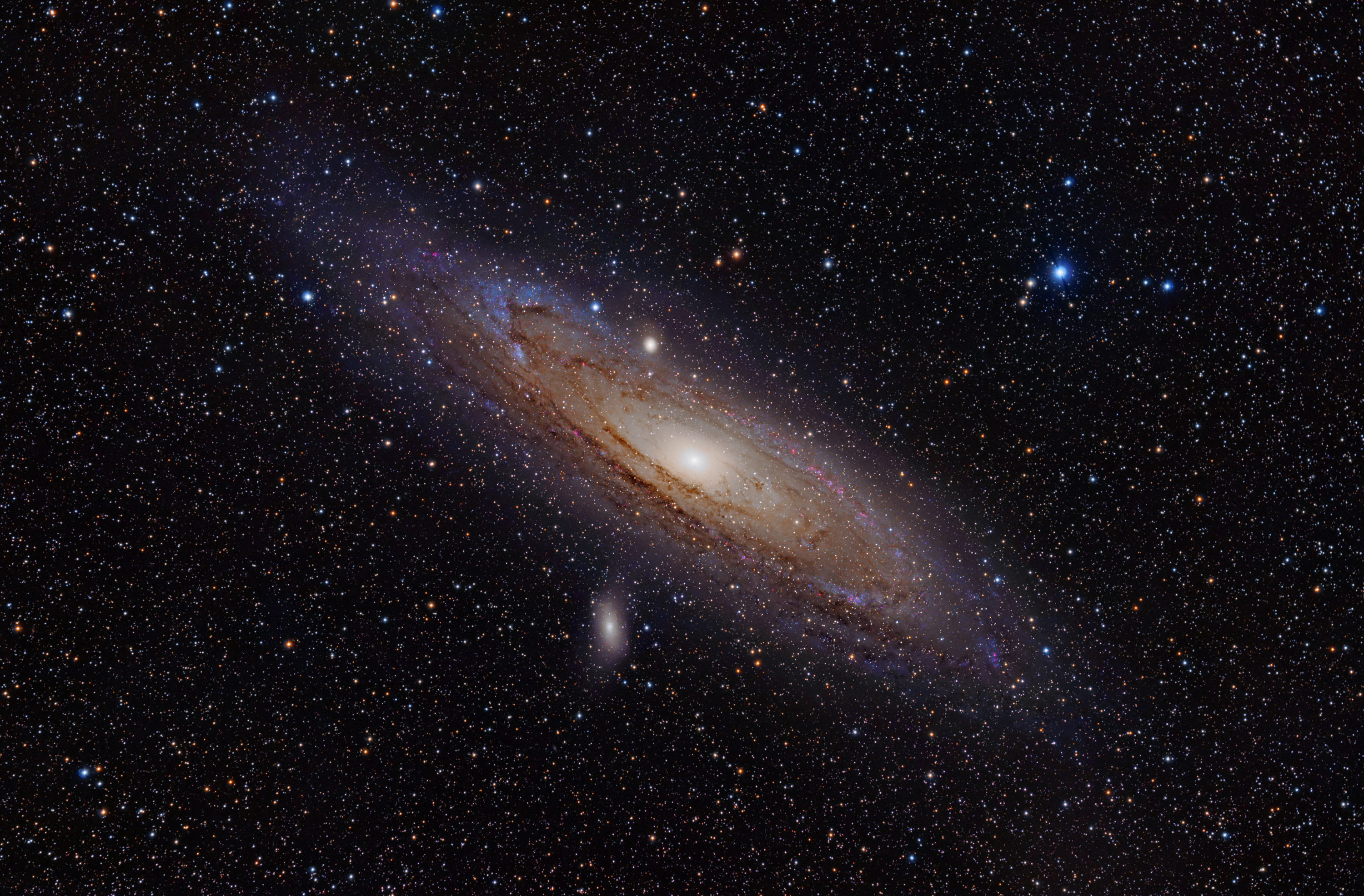
アンドロメダ座ν星は、右上の明るい恒星。中央はアンドロメダ銀河。

アンドロメダ座ν星は、アンドロメダ銀河の約1度東に位置しており、アンドロメダ銀河を探す上で格好の目印となる。
アンドロメダ座ν星は分光連星で、リック天文台のリースが視線速度の変化を発見し、アレゲニー天文台のジョーダンによって最初に軌道要素が求められた。主星と伴星は、ほぼ円形の軌道を4.2827日周期で公転している。主星は、スペクトル型がB5 VのB型主系列星で、伴星は、スペクトル型がF8 VのF型主系列星とみられる。星系の年齢は、およそ6300万年と推定される。MKスペクトル分類では、B5 V型の標準星として扱われていた。
アンドロメダ座ν星は、空間速度の大きい逃走星であり、運動を逆にたどると、とかげ座OB1アソシエーションと交差することから、同アソシエーションから力学的に弾き出された可能性がある。

## 名称
中国では、アンドロメダ座ν星は、奎宿（拼音: Kuí Sù）という星官を、アンドロメダ座η星、うお座65番星、アンドロメダ座ζ星、アンドロメダ座ε星、アンドロメダ座δ星、アンドロメダ座π星、アンドロメダ座μ星、アンドロメダ座β星、うお座σ星、うお座τ星、うお座91番星、うお座υ星、うお座φ星、うお座χ星、うお座ψ1星と共に形成する。アンドロメダ座ν星自身は、奎宿七（拼音: Kuí Sù qī）つまり奎宿の7番星と呼ばれる。